# Curadoria digital

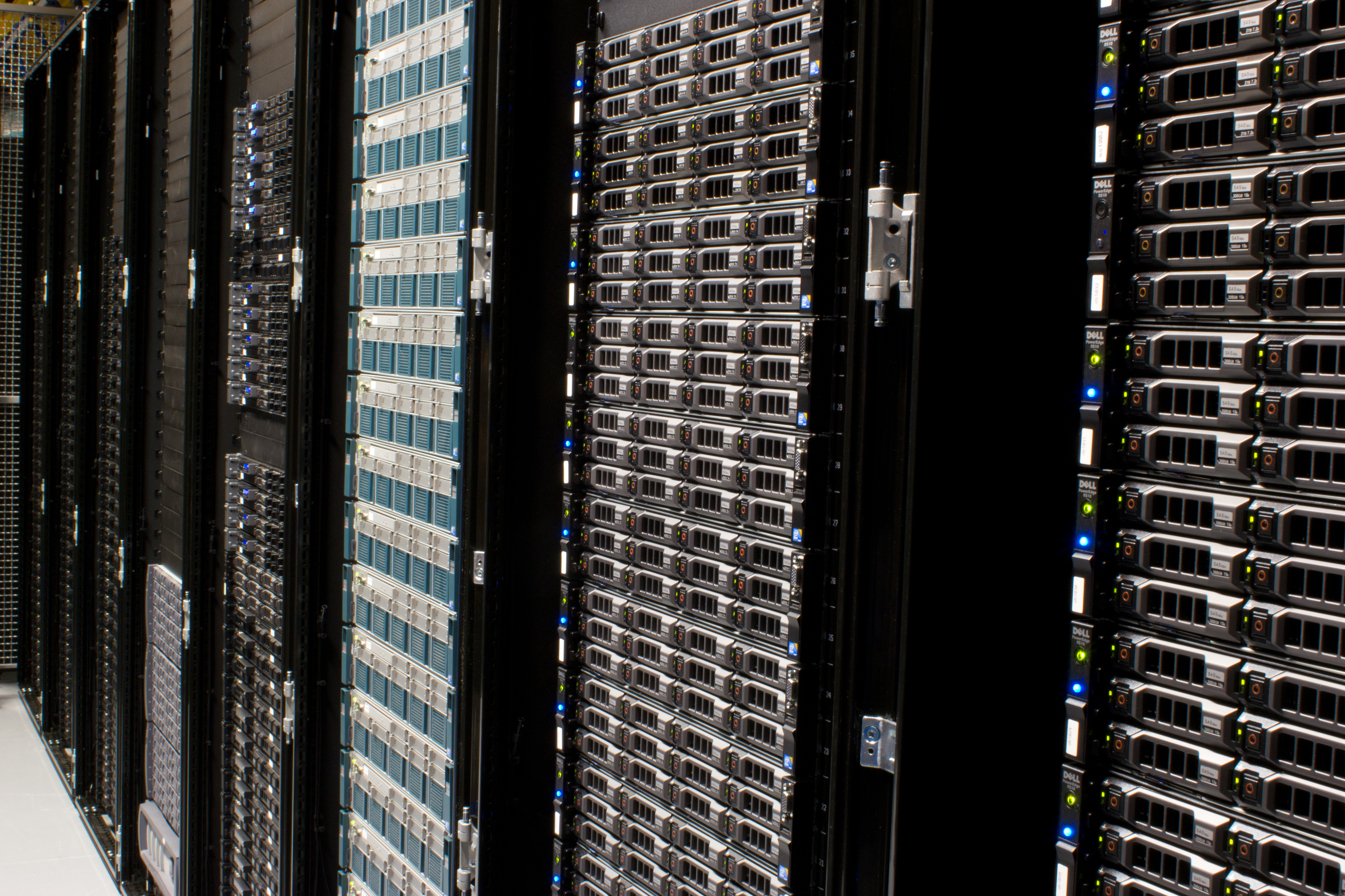
Data Centers são centros de processamento de dados capazes de armazenar conteúdo digital. Servidores da Wikimedia Foundation.

Curadoria Digital pode ser definida como um conjunto de técnicas que visam preservar um material digital. Também engloba todas as atividades envolvidas na gestão de dados, desde o planejamento até sua criação, passando pelas boas práticas de digitação, na seleção dos formatos e na documentação, com o intuito de garantir o seu arquivamento e preservação para posterior reúso.

## Utilidade
Curadoria digital é geralmente relacionada ao processo de criação e desenvolvimento de repositório de dados para consultas atuais e futuras realizadas por pesquisadores, cientistas, historiadores, estudiosos e empresas.

### Curadoria digital corporativa
O aumento da utilização de dados nos meios comerciais e financeiros (como por exemplo em business intelligence, gestão de relacionamento e gestão de cadeia logística), causou um aumento drástico na sofisticação das infraestruturas de dados corporativos. Muitas empresas estão começando a utilizar a curadoria digital para melhorar a qualidade da informação em seus processos operacionais e estratégicos, porque se observou que muitas decisões podem ser afetadas por causa de dados incompletos ou errados. Essa gestão tem a finalidade de permitir o acesso a dados precisos e fiáveis que podem ser rastreados a fim de garantir sua credibilidade.
O Gartner estimou que mais de 25% dos dados críticos nas 1000 maiores empresas do mundo estão defeituosos, imprecisos, incompletos ou duplicados. A incerteza sobre a validade dos dados ou a ambiguidade na sua interpretação podem ter efeitos significativo nas operações de negócios, principalmente no processo de tomada de decisão.

### Plataformas Digitais Participativas
Outra vertente do conceito é a ideia de Plataformas Digitais Participativas, que permitem que um Curador da Plataforma crie um ambiente de autogestão entre os participantes. Teríamos, nessa direção, três possibilidades de Curadoria Digital:

## Desafios
Os mais significantes desafios enfrentados pela curadoria digital são:

### Obsolescência e evolução do formato de armazenamento
Em comparação, o arquivamento de ativos analógicos é notavelmente de natureza passiva, muitas vezes limitado a simplesmente garantir um ambiente de armazenamento adequado. A preservação digital requer uma abordagem mais proativa. Os artefatos de importância cultural de hoje são notavelmente transitórios por natureza e propensos à obsolescência quando as tendências sociais ou tecnologias dependentes mudam. Esta rápida progressão da tecnologia ocasionalmente torna necessário migrar acervos de ativos digitais de um formato de arquivo para outro, a fim de mitigar os perigos de obsolescência de hardware e software que tornaria o ativo inutilizável.

### Taxa de criação de novos dados e conjuntos
O custo cada vez menor e a prevalência crescente de categorias totalmente novas de tecnologia levaram a um fluxo crescente de novos conjuntos de dados. Eles vêm de fontes bem estabelecidas, como empresas e governo, mas a tendência também é impulsionada por novos estilos de sensores que estão sendo incorporados em mais áreas da vida moderna. Isso é particularmente verdadeiro para os consumidores, cuja produção de ativos digitais não é mais restrita ao trabalho. Os consumidores agora criam faixas mais amplas de ativos digitais, incluindo vídeos, fotos, dados de localização, compras e dados de rastreamento físico, apenas para citar alguns, e os compartilham em faixas mais amplas de plataformas sociais.
Além disso, o avanço da tecnologia introduziu novas formas de trabalhar com dados. Alguns exemplos disso são as parcerias internacionais que alavancam dados astronômicos para criar “observatórios virtuais”, e parcerias semelhantes também alavancaram dados resultantes da pesquisa no Large Hadron Collider no CERN e do banco de dados de estruturas protecas no Protein Data Bank.

### Amplo acesso e busca flexível e variada
A curadoria de objetos digitais não se limita a ativos digitais estritamente natos. Muitas instituições se empenharam em esforços monumentais para digitalizar acervos analógicos em um esforço para aumentar o acesso às suas coleções. Exemplos desses materiais são livros, fotografias, mapas, gravações de áudio e muito mais. O processo de conversão de recursos impressos em coleções digitais foi sintetizado até certo ponto por bibliotecários e especialistas relacionados. Por exemplo, o Digital Curation Center é considerado um "centro de especialização líder mundial em curadoria de informações digitais" que auxilia instituições de pesquisa de ensino superior nessas conversões.

### Comparabilidade de definições semânticas e ontológicas dos conjuntos de dados
A ausência de coordenação entre diferentes setores da sociedade e da indústria em áreas como a padronização de definições semânticas e ontológicas e na formação de parcerias para a administração adequada de ativos resultou em uma falta de interoperabilidade entre as instituições e um colapso parcial na prática de curadoria digital do ponto de vista do usuário comum. O exemplo de coordenação é o Open Archival Information System (OAIS).
O Modelo de Referência OAIS permite que profissionais e muitas outras organizações e indivíduos contribuam com os esforços dos fóruns abertos OAIS para o desenvolvimento de padrões internacionais de informações arquivísticas em acesso de longo prazo.

### Subestimação dos custos do trabalho humano
As ferramentas modernas de planejamento de programas frequentemente subestimam a quantidade de custos de mão de obra humana necessária para a curadoria digital adequada de grandes coleções. Como resultado, as avaliações de custo-benefício geralmente mostram um quadro impreciso tanto da quantidade de trabalho envolvida quanto do verdadeiro custo para a instituição, tanto para resultados bem-sucedidos quanto para fracassos.
O conceito de custo na área de negócios seria mais óbvio. Variedades de sistemas de negócios estão funcionando para operações diárias. Por exemplo, os sistemas de recursos humanos lidam com contratação e folha de pagamento, os sistemas de comunicação gerenciam e-mail interno e externo e os sistemas de administração lidam com finanças, marketing entre outros. No entanto, os sistemas de negócios nessas instituições não são projetados inicialmente para a preservação de informações de longo prazo. Em alguns casos, os sistemas de negócios são revisados para se tornarem sistemas de Curadoria Digital para preservar as informações da transação devido à consideração de custos. O exemplo de sistemas de negócios são os aplicativos Enterprise Content Management (ECM), que são usados por pessoas designadas do grupo, como executivos de negócios, clientes para gerenciamento de informações que dão suporte aos principais processos organizacionais. No longo prazo, transferir conteúdo digital de aplicativos ECM para aplicativos de Curadoria Digital (DC) seria uma tendência em grandes organizações, nacional ou internacionalmente. O aprimoramento dos modelos de maturidade de ECM e DC pode agregar valor às informações que requerem dedução de custos e uso extensivo para modificações posteriores.

### Responsáveis pela curadoria digital
Os desafios enfrentados pela curadoria digital são realizados por:
- Instituições de pesquisa;[16][17]
- Cursos acadêmicos;
- Simpósios;[18][19]
- Jornais;[20]

## Curadoria Digital e a Explosão Exponencial de Dados
Curadoria digital é uma alternativa para organização de informações relevantes como um filtro em meio ao crescimento exponencial de geração de dados. Desde 2007, a quantidade de dados produzidos pela sociedade em rede deixou de ser suportada pela capacidade de armazenamento disponível para o seu arquivamento.  Em 2005 foram produzidos 150 exabytes de dados, diante de 1750 exabytes estimados para 2011. Redes sociais e aparelhos móveis são os principais artefatos utilizados pelos usuários para crescimento no número de dados armazenados na rede a cada minuto.

## Curadoria Digital como Mecanismo de Controle
Curadoria Digital se caracteriza como um modo humano de administrar o fluxo de conteúdo digital em contraposto aos filtros automáticos gerados através de algoritmos. Redes sociais ou outros sistemas de informação que organizam os dados de acordo com o perfil de seus usuários, passam dessa forma a exercer o controle sobre o que o usuário pode consumir de informação apresentando apenas um tipo específico de conteúdo. Nesse cenário, quem consome passa a ter uma postura passiva e deixa de lado a postura ativa e aleatória de descoberta de conteúdo oferecido pela curadoria digital.